# Cristóbal Balenciaga
Cristóbal Balenciaga (21. januar 1895 i Spanien – 23. marts 1972 i Valencia i Spanien) var en spansk-fransk modeskaber med en karriere, der strakte sig over mere end 50 år. 
Balenciagas sublime elegance, som var fuldført i en overlegen beherskelse af fagets teknikker, var inspireret af fransk 1800-tals haute couture suppleret med referencer til spansk folklore, flamencodans, tyrefægtning og den spanske malerkunsts store mestre. Balenciaga var født i beskedne kår i fiskerlejet Guetaria i Baskerlandet nær San Sebastián, som i slutningen af 18800-tallet var et center for spansk skrædderkunst. Allerede som barn lærte hans mor ham at sy og drapere og i en alder af bare 13 år blev han opdaget af Marquesa de Casa Torres, der sponsorerede hans videre uddannelse, inklusiv studierejse til Paris, og efterfølgende etablering som selvstændig modeskaber.
Balenciagas første modehus i San Sebastian eksisterede fra 1914-31, og senere i 1935 grundlagde han modehuset Eisa i Barcelona. Under Den Spanske Borgerkrig flyttede Balenciaga til Paris (1937), hvor huset Balenciagas elegante stil vandt såvel Paris' andre modehuses respekt som en trofast kundekreds. 
I 1968 lukkede Balenciagas huse i Paris og Barcelona, og året efter i Madrid. De sidste år af sit liv boede han i Spanien, hvor han døde i 1972 i Valencia.
Balenciagas styrke som modeskaber var hans håndværksmæssige kunnen og det, at han mestrede både tilskæring og drapering samt syning. Hans stil var ofte tilbageholden og aristokratisk med et elegant strejf, men kunne dog ind imellem være ganske dramatisk. Allerede i slutningen af 30'erne, da Balenciaga havde etableret sig i Paris, foregreb han efterkrigstidens new look i kvindemoden med bare skuldre, snævre taljer og store vide nederdele.
Til syvende og sidst var Balenciaga en stor klassicist. Hans arbejde som modeskaber kulminerede i 1959 med Empire-kollektionens dragter med høje taljer og kimonoagtige slag og frakker. Det blev ofte diskuteret i efterkrigstidens parisiske modemiljø, hvem der var den mest elegante, Christian Dior eller Balenciaga. Dior har selv betegnet Balenciaga som "mesteren". Til gengæld kaldte Balenciaga selv den nu afdøde Charles James for "den største af os alle".
Efter Balenciagas tilbagetrædelse blev modehuset drevet af Hoechs-koncernen. Fra 1987 blev der igen lanceret nye kollektioner med konfektion, og i 1989 begyndte Balenciaga-butikkerne atter at genåbne. I dag (2006) ejer Gucci-gruppen huset, og Nicholas Ghesquière er kreativ ansvarlig for kollektionerne. De seneste år har huset haft fantastisk succes og er et af tidens største "it-modehuse". Med fans som supermodellen Kate Moss og skuespillere som Sienna Miller har huset fået et nyt ungt image. Ghesquièere har formået at forny huset, men stadig bevare den gamle ånd, hvor godt håndværk og rene linjer er et must. 
Balenciaga har i mange år haft butik på Av. George V i Paris.